# Yngve Wirkander
Sven Oscar Yngve Wirkander, född 20 maj 1917 i Stenbrohults församling, Kronobergs län, död 14 oktober 2012 i Ljuders församling, Kronobergs län, var en svensk folkskollärare, kantor, målare och tecknare.
Han var son till hemmansägaren Viktor Andersson och Ida Nilsson och från 1944 gift med bibliotekarien Ingrid Hoffman. Wirkander studerade konst vid kvällskurser under ledning av Harald Skogsberg och Hjalmar Eldh vid Slöjdföreningens skola i Göteborg men var huvudsakligen autodidakt som konstnär. Separat ställde han bland annat ut på Sprängkullens konsthall i Göteborg några gånger samt medverkade vid ett flertal samlingsutställningar. Hans konst består av svenska, norska och danska landskapsskildringar, stilleben, figurer och musikkompositioner utförda i olja, pastell, kol eller akvarell. Utöver Wirkander signerade han ibland sina målningar med Wirandertz.